# Octabenzon
Octabenzon ist eine chemische Verbindung aus der Gruppe der Benzophenone.

## Gewinnung und Darstellung
Octabenzon kann durch Umsetzung von 2,4-Dihydroxybenzophenon mit n-Octylbromid oder n-Octylchlorid oder durch Alkylierung von 2,4-Dihydroxybenzophenon mit einem Octylhalid gewonnen werden.

## Eigenschaften
Octabenzon ist ein farbloser bis hellgelber geruchloser Feststoff, praktisch unlöslich in Wasser. Er zersetzt sich bei Temperaturen über 300 °C.

## Verwendung
Octabenzon ist ein wirksamer Photostabilisator für eine Vielzahl von Kunststoffen. Er kann in Lebensmittelverpackungen als Antioxidans und Stabilisator und als UV-Absorber in den Tinten, Beschichtungen, Klebstoffe, Dichtstoffe, Polyurethan und Kunststoffen verwendet werden.

## Risikobewertung
Octabenzon wurde 2013 von der EU gemäß der Verordnung (EG) Nr. 1907/2006 (REACH) im Rahmen der Stoffbewertung in den fortlaufenden Aktionsplan der Gemeinschaft (CoRAP) aufgenommen. Hierbei werden die Auswirkungen des Stoffs auf die menschliche Gesundheit bzw. die Umwelt neu bewertet und ggf. Folgemaßnahmen eingeleitet. Ursächlich für die Aufnahme von Octabenzon waren die Besorgnisse bezüglich Verbraucherverwendung, hoher (aggregierter) Tonnage und weit verbreiteter Verwendung sowie der vermuteten Gefahren durch sensibilisierende Eigenschaften sowie als potentieller endokriner Disruptor. Die Neubewertung fand ab 2013 statt und wurde von Italien durchgeführt. Anschließend wurde ein Abschlussbericht veröffentlicht.